# GIPF project
GIPF Project är en serie fristående deterministiska strategispel för två spelare. Alla spel har skapats av den belgiske speldesignern Kris Burm. Serien är inte officiellt lanserad i Sverige men är relativt populär på andra håll i världen, främst i Holland och Belgien.
GIPF är det första spelet i serien. Till varje nytt spel medföljer en mindre expansion i form av nya regler till Gipf.

## Spel som ingår i Gipf Project
- Gipf
- Tzaar
- Zèrtz
- Dvonn
- Yinsh
- Pünct
- Lyngk

Tamsk ingick tidigare i serien men har nu ersatts av Tzaar.